# Operatie Orchard

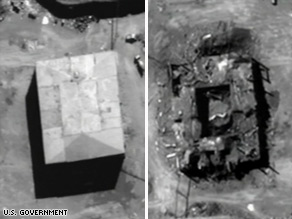
De reactor voor en na de aanval

Operatie Orchard (Nederlands: Operatie Boomgaard) was een aanval van de Israëlische luchtmacht op een Syrische kernreactor in Al-Kibar in het gouvernement Deir ez-Zor op 6 september 2007. Ook de Verenigde Staten waren eerder van plan deze reactor te vernietigen. Bij de operatie kwamen 10 Noord-Koreaanse werknemers om het leven.
De eerste berichten over de aanval kwamen pas later naar buiten. Syrië reageerde woedend, echter andere Arabische landen reageerden (anders dan gebruikelijk) nauwelijks. De zaak kwam aan het licht toen satellietfoto's gebouwen lieten zien die sterke gelijkenis vertoonden met Noord-Koreaanse kernreactors. Al langere tijd waren er vermoedens van contacten op nucleair gebied tussen Noord-Korea en Syrië.
Op 28 april 2010 verklaarde het hoofd van het Internationaal Atoomenergieagentschap (IAEA), Yukiya Amano, dat het doelwit inderdaad een in aanbouw zijnde nucleaire reactor was.

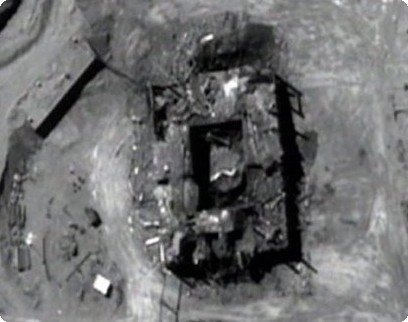
De reactor na de verwoesting